# 雲州 (山西省)
雲州（うんしゅう）は、中国にかつて存在した州。唐代から遼代にかけて、現在の山西省大同市一帯に設置された。

## 概要
623年（武徳6年）、唐により隋の馬邑郡雲内県恒安鎮の地に北恒州が置かれた。624年（武徳7年）、北恒州は廃止された。640年（貞観14年）、朔州の北の定襄城から雲州と定襄県がこの地に移された。雲内県は廃止された。682年（永淳元年）、雲州と定襄県は突厥に攻め落とされて廃止され、その地の民衆は朔州に移された。730年（開元18年）、定襄県が再び置かれた。732年（開元20年）、再び雲州が置かれた。定襄県は雲中県と改称された。742年（天宝元年）、雲州は雲中郡と改称された。758年（乾元元年）、雲中郡は雲州の称にもどされた。雲州は河東道に属し、雲中県を管轄した。
936年（天福元年）、後晋の建国にあたって、雲州は燕雲十六州のひとつとして契丹に割譲された。
1044年（重熙13年）、遼により雲州は西京大同府に昇格した。